# Paris Aéroport
Ne pas confondre avec Aéroport de Paris, qui recense les aéroports homonymes
Paris Aéroport, anciennement Aéroports de Paris, est la marque voyageurs du Groupe ADP sous laquelle sont exploitées les aéroports de Paris et de sa région, dont Paris-Orly, Paris-Charles-de-Gaulle et Paris-Le Bourget.

## Histoire
La marque voyageurs Paris Aéroport est introduite le 14 avril 2016 à la suite de l'annonce du plan stratégique Connect 2020, qui couvre la période 2016-2020. Ce plan implique la création de deux nouvelles marques pour exploiter les activités du groupe : les aéroports parisiens (Paris-Charles-de-Gaulle, Paris-Orly et Paris-Le Bourget) sont regroupés sous la marque Paris Aéroport, et toutes les autres filiales de la société Aéroports de Paris S.A. sont réunies sous la marque Groupe ADP.
La stratégie du groupe est de « créer une préférence parisienne », de faire de Paris Aéroport un centre de rayonnement de la culture française. L’objectif est double : maintenir la tendance à la hausse du trafic dans ses aéroports parisiens face à une concurrence internationale devenue agressive, et faire de Paris Aéroport le showroom du savoir-faire que le Groupe ADP commercialise en France et à l’international.
Une privatisation par l'État des aéroports de Roissy CDG et d'Orly est envisagée. Concrètement, il s'agirait d'une cession de 50,6 % de sa participation dans le capital de Paris Aéroports. Le projet de loi relatif à la croissance et la transformation des entreprises, ouvrant la voie à la privatisation d'Aéroports de Paris, a été voté par l'Assemblée nationale le 16 mars 2019 ; il doit être transmis au Sénat pour examen à partir du 9 avril 2019.

## Description

### Marque et communication
L’enseigne Paris Aéroport regroupe les aéroports de Paris-Orly, Paris-Charles-de-Gaulle et Paris-Le Bourget.
Le premier objectif d’une marque unique aux trois aéroports parisiens est d’homogénéiser l’expérience de ses usagers.
La structure du nom de la marque (Ville + Aéroport) permet de la décliner à d’autres aéroports de villes où le Groupe ADP est présent. Par exemple, l’aéroport de Dakar pourrait porter le nom “Dakar Aéroport” si le Groupe ADP en assurait la gestion.
Paris Aéroport s’imprègne de l’art de vivre à la française pour différencier ses aéroports sur le marché mondial et attirer les voyageurs internationaux pour leur correspondance (ou leur séjour). Cette promesse d’hospitalité à la française se traduit avec le slogan Paris vous aime que l’entreprise décline sous forme de hashtag (#parisvousaime) pour suggérer son partage sur les réseaux sociaux.

### Services aux voyageurs
Pour rendre ses aéroports plus attractifs, Paris Aéroport vise à réduire à 10 minutes le passage aux contrôles de sécurité avec le contrôle automatisé des passeports. Un hôtel a également pris place directement au sein de l’aéroport de Paris-Charles-de-Gaulle pour permettre aux voyageurs de se doucher ou de faire une sieste.
Paris Aéroport se dote également d’un nouveau programme de fidélité, My Paris Aéroport, accessible à tous les voyageurs et proposant des avantages sur une partie des services et boutiques en aéroport. Ce programme, dont l'adhésion est totalement dématérialisée, offre également des informations aux voyageurs quant à leur passage dans Paris Aéroport, et suggère des événements culturels sur la capitale.
Paris Aéroport explore également de nouvelles solutions technologiques de services, comme le robot qui gare de manière autonome les voitures des visiteurs. Un partenariat avec le chinois Tencent a également été conclu pour accompagner les visiteurs chinois dans Paris Aéroport via l’application WeChat.

### Culture et gastronomie
Depuis son ouverture, l’Espace musées a organisé des expositions sur le Château de Versailles, Auguste Rodin, Jean Dubuffet, l'Art déco, la Céramique de Sèvres et sur le Musée du Louvre. De janvier à juin 2017, l’Espace musées propose une exposition des œuvres de Picasso (Picasso plein soleil).  L’Espace musées est fréquenté chaque année par de nombreux visiteurs,.
En novembre 2016, Paris Aéroport expose 80 clichés de la photographe Dominique Issermann en simultané sur 470 écrans publicitaires des aéroports (écrans gérés en partenariat avec JCDecaux).
Paris Aéroport peaufine également l’expérience de ses usagers avec le développement d’un concept de restauration haut-de-gamme[non neutre] et orienté vers la gastronomie française. Depuis 2013, la liste des chefs étoilés qui investissent les terminaux de Paris Aéroport ne cesse de s’allonger, avec l'objectif affiché de disposer d’au moins un restaurant haut-de-gamme dans chaque terminal : Gilles Épié (Frenchy’s Bistro), Guy Martin (I Love Paris), Alain Ducasse (dans le salon Air France La Première), Gilles Choukroun (CUP-Cuisine Urbaine Parisienne), Michel Rostang (Le Café Eiffel), Thierry Marx.

### Transports et accès
Outre les infrastructures de transports existantes (gares SNCF, gares du RER, métros automatiques CDGVAL et Orlyval), Paris Aéroport a créé en partenariat avec Keolis le réseau de bus « Le Bus Direct » pour assurer le lien entre ses deux principales plateformes aéroportuaires (Paris-Charles-de-Gaulle et Paris-Orly) et le centre de Paris.